# Нордгаштедт
Нордгаштедт (нім. Nordhastedt) — громада в Німеччині, розташована в землі Шлезвіг-Гольштейн. Входить до складу району Дітмаршен. Складова частина об'єднання громад КЛГ-Гайдер-Умланд.
Площа — 26,56 км2. Населення становить 2841 ос. (станом на 31 грудня 2020).